# アイ・ファウンド・ラヴ
「アイ・ファウンド・ラヴ」(I Found Love)は、バナナラマの楽曲。

## 概要
日本のみで発売されたシングル。小室哲哉が制作し、オリジナル・バージョンのプロデュースに携わっている。

## 収録曲
1. アイ・ファウンド・ラヴ (ROZI-mix) - 4:47
2. エヴリィ・シェイド・オブ・ブルー　- 4:15
3. アイ・ファウンド・ラヴ - 4:26